# Лівонська кампанія
Лівонська кампанія (пол. Wojna inflantska) — військовий конфлікт у північній Лівонії між Річчю Посполитою, за участю козацьких військ, та Шведським королівством за Естонію. Польсько-шведська війна (1600-1629), яка іноді розглядається як частина загальноєвропейської Тридцятирічної війни, проходила в декілька етапів з перемир'ями та локальними конфліктами. Однією з таких воєн була Лівонська кампанія 1600–1602 років. Також — Інфлянтська війна, інфлянтська кампанія.

## Опис
Наприкінці XVI ст. загострилося протистояння між Польщею та Швецією за Балтійське узбережжя. Влітку 1600 року прикордонні сутички переросли в повноцінну війну. Першу кампанію проти шведів вело переважно Велике князівство Литовське, позаяк Польща в цей час воювала проти Молдови. Наступного року, після успішного завершення військових дій на Дунаї, поляки перекинули 9000 вояків на північ. Козацтво мало зацікавлення в спільних військових походах із королівськими військами, оскільки це було єдиною можливістю позбутися урядових заборон, покладених на нього після поразки повстання Северина Наливайка.
Козаки блискуче показали себе в Молдовському поході, й польський уряд виявив готовність піти на найширші поступки для січовиків задля їх участі у війні проти шведів.
6 листопада 1601 року козаки приєдналися до поляків під Валмієру. Українське військо було самостійною, окремішньою за своєю структурою та організацією військовою одиницею. Загальна чисельність бойового складу нараховувала 2032 вояки. Крім козаків при обозі перебувало 100–200 вільнонайманих селян. Останні, як казав один із сучасників, «…на війну в козацтво ходили, але в товаришах не були».
Військо формувалося з чотирьох полків п'ятисотенного складу кожен, артилерії й обозу. На чолі з'єднання стояв гетьман Самійло Кішка. Він мав свій штаб, що складався з обозного, писаря та восьми осавулів. Стандартною зброєю кожного вояка був мушкет і шабля. Крім того, деякі козаки мали луки й пістолі. На озброєнні також були списи й бойові коси. Військо добре забезпечували шанцевим інструментом, військовою амуніцією та боєприпасами.
Керівник кампанії — великий коронний гетьман Ян Замойський — доручив Самійлові Кішці йти в авангарді армії. Козаки мали проводити розвідку та розширити безпечну від ворога зону навколо коронного війська.
19 грудня 1601 року, завдяки активним діям козаків капітулював гарнізон Ергеме. В цей же час їм на допомогу рухалось дев'ятитисячне шведське військо з метою деблокади міста Валмієру. В день капітуляції Валмієру шведи вибили українців із міста Карксі, де була козацька штаб-квартира. Проте вже за кілька днів С. Кішка фланговими маневрами змусив шведів відступити.
Через погану дисципліну та забезпечення коронне військо зазнавало більших втрат через утікачів, аніж загиблих і поранених. Запорожці теж висловлювали невдоволення умовами служби. Зростала кількість загиблих, поранених і хворих. Але Я. Замойському за допомогою обіцянок і виплат з особистого фонду вдалося втримати козаків на фронті.
Січень 1602 року ворогуючі війська провели в бездіяльності. Невеликі сутички відбувалися лише між розвідувальними й фуражними командами. На початку лютого польське й українське військо пішло на Тарту. 28 лютого запорожці атакували місто Полтсамаа. Вночі вони захопили місто, а на ранок атакували цитадель. Проте під час бойових дій загинув Самійло Кішка.
Новим козацьким гетьманом було обрано Гаврила Крутневича. Наприкінці березня коронний гетьман вирішив розпочати облогу Вільянді (пол. Felin). Здійснити її лише силами польських полків він не міг, бо їхня чисельність внаслідок бойових втрат і дезертирства скоротилася до 4000 тисяч осіб. Тому Я. Замойський наказав Крутневичу якнайшвидше приєднатися до головних сил.
У березні 1602 року відбулась битва під Тарту. Завдяки вмілим діям козацьких полків, польсько-козацьке військо одержало перемогу над шведами. Після поразки під Тарту шведи остаточно припинили наступальні акції, зосередившись на обороні міст. В останніх числах березня Замойський із 3500 жовнірами й запорожцями оточив збудовану лицарями-меченосцями потужну фортецю — Вільянді.
4 травня українські загони почали штурм міста. Після запеклого вуличного бою шведів витіснили до замку. 16-17 травня польсько-козацькі війська здійснили штурм фортеці, але невдало. Проте, за кілька днів гарнізон замку капітулював.
В липні Замойський пішов на Тарту, доручивши польному гетьману Станіславові Жолкевському і козацькому гетьману Гаврилу Крутневичу вибити кількасотенний загін Анрепа, що здійснював диверсії в тилу.
До кінця літа поляки здобули ще низку перемог у невеличких боях і захопили місто Пайде (пол. Biały Kamień). Козаки здебільшого вели розвідувальні дії.
Повноцінної облоги Тарту не відбулося через нестачу сил в Замойського. За відсутності грошей коронне військо фактично перестало існувати. Додому поверталися навіть найвірніші гетьманові коругви.
В перших числах вересня 1602 року козаки рушили до України.